# Mokil

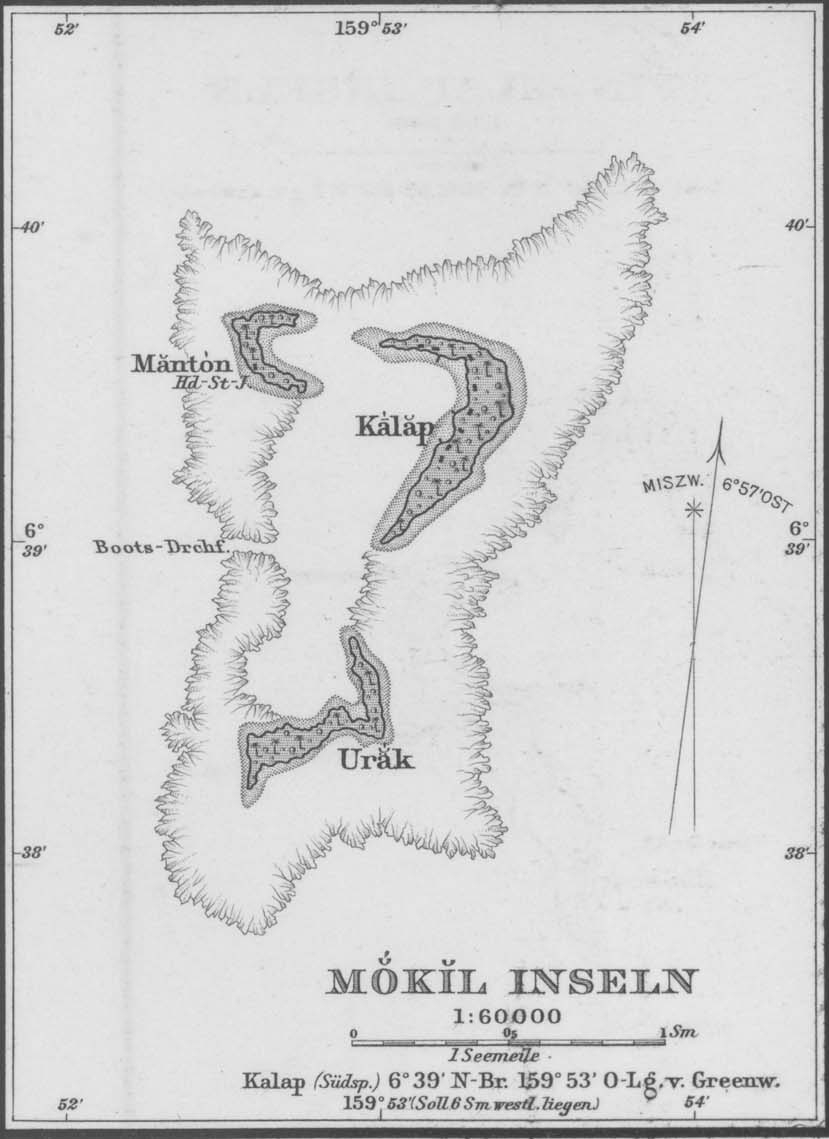
Mokil op een oude landkaart.

Mokil is een dorp en gemeente in Pohnpei in Micronesia.